# 王規
王 規（おう き、492年 - 536年）は、南朝梁の官僚・文人。字は威明。本貫は琅邪郡臨沂県。

## 経歴
金紫光禄大夫・南昌安侯王騫の子として生まれた。8歳のとき生母を亡くして喪に服した。徐孝嗣が王規を見かけるたびに、かれが涙を流していたことから、「孝童」と称された。叔父の王暕もまた王規の器量に期待して、「この子はわが家の千里の駒なり」と評した。王規は12歳で五経の解釈におおむね通じることができた。成長すると学問を好んで、弁舌の能力があった。州に秀才に挙げられ、郡に主簿として迎えられた。
秘書郎を初任とし、太子舎人・安右南康王主簿・太子洗馬を歴任した。天監12年（513年）、太極殿が改築されると、王規は「新殿賦」を作って武帝に献上した。秘書丞に任じられ、太子中舎人・司徒左西属・従事中郎を歴任した。普通元年（520年）、晋安王蕭綱が南徐州刺史として出向すると、王規はその属僚として召し出されて、雲麾諮議参軍となった。しばらくして新安郡太守として出向した。普通3年（522年）、父の王騫が死去すると、王規は職を辞して喪に服した。喪が明けると、亡父の南昌県侯の封を嗣ぎ、中書黄門侍郎に任じられた。武帝の命により殷鈞・王錫・張緬らとともに昭明太子に近侍し、太子による礼遇を受けた。湘東王蕭繹が丹陽尹だったとき、朝士たちを集めて宴会をおこない、王規に酒令を命じた。王規は従容として「晋の南渡以来、このようなことはあったことがございません」と答えた。蕭琛や傅昭が宴の座にあったため、そろって道理にかなった言葉であると評した。
普通6年（525年）、武帝が文徳殿で広州刺史の元景隆を饗応した。この宴において50の韻を用いて詩を賦すよう武帝は群臣に命じた。すると王規の作った詩文はたいへん美しい出来映えであったため、武帝はこれを賞賛し、その日のうちに王規を侍中に任じた。大通3年（529年）、王規は五兵尚書に転じた。まもなく歩兵校尉を兼ねた。この年、陳慶之が北伐して、洛陽を占領したため、官僚たちは武帝に祝賀の言葉を述べた。王規は朝廷を退出すると、「功を為すのは難しくないが、功を成すのは難しいと、道家が言っている。北方民族の侵攻で中原の地を失ってすでに久しく、桓温の北伐によって得た地は再び失われ、南朝宋の武帝もけっきょく功業を維持することはできなかった。いま我が軍は孤立無援で敵地に深入りしており、後詰めもなく、糧食の輸送も難しい状態にある。この戦いは禍のきざはしにあるということだ」と述べた。まもなく洛陽の梁軍は大敗を喫し、王規の予見は的中した。
中大通2年（530年）、王規は貞威将軍・驃騎晋安王長史として出向した。中大通3年（531年）、晋安王蕭綱が皇太子に立てられると、王規は呉郡太守に任じられた。ときに主書の芮珍宗の家が呉郡にあり、以前の太守たちはみな芮珍宗の意におもねっていた。しかし王規は芮珍宗に対して冷淡であったため、芮珍宗は建康に帰ると、ひそかに「王規は郡の仕事をまじめにしていない」と奏上した。まもなく王規は建康に召還されて、左民尚書となった。呉郡の官吏や民衆1000人あまりが建康の宮殿を訪れて王規の留任を請願したが、武帝は聞き入れなかった。
ほどなく王規は本官のまま右軍将軍を兼ねたが、就任しないうちに散騎常侍・太子中庶子となり、歩兵校尉を兼ねた。王規は病を理由に任を受けず、鍾山の宗熙寺に居室を築いてそこに住んだ。大同2年（536年）、死去した。享年は45。散騎常侍・光禄大夫の位を追贈された。諡は章といった。著書に『注続漢書』200巻や『文集』20巻があった。
子に王褒があった。

## 伝記資料
- 『梁書』巻41 列伝第35
- 『南史』巻22 列伝第12